# SAR-1500
Kutry typu SAR-1500 – seria polskich szybkich łodzi hybrydowych budowanych od 1997 roku przez stocznię Damen Shipyards Gdynia, używanych jako ratownicze przez Morską Służbę Poszukiwania i Ratownictwa, a także jako patrolowce przez Straż Graniczną.

## Dla ratownictwa morskiego
Kutry typu SAR-1500 zostały zamówione przez Polskie Ratownictwo Okrętowe dla zastąpienia starych i powolnych kutrów ratowniczych typu R-17. Dokumentacja techniczna została przekazana nieodpłatnie przez Królewski Holenderski Instytut Łodzi Ratunkowych. Budowane były przez stocznię Damen Shipyards Gdynia. Kadłub wykonano ze stopu aluminium wraz z integralną pokładówką. Podzielony jest na komory: skrajnik dziobowy, przedział mechanizmów pomocniczych, siłownia, przedział pędników strugowodnych. Pneumatyczna komora wypornościowa z tworzywa sztucznego okalająca kadłub podzielona jest na 10 segmentów. Charakteryzują się bardzo wysoką dzielnością morską, są zdolne do żeglugi po całym Morzu Bałtyckim łącznie z akwenami pokrytymi cienkim pokruszonym lodem.
Dla PRO zbudowano jednostki (data wejścia do służby, miejsce stacjonowania):
- Cyklon – 3 października 1997, Łeba[1]
- Huragan – 21 grudnia 1998, Górki Zachodnie[1]
- Szkwał – 1999
- Monsun – 2000
- Tajfun – 2000
- Wiatr – 2001
- Bryza – 2002

Od 2002 roku zadania PRO w zakresie ratowania życia na morzu zostały przejęte przez Morską Służbę Poszukiwania i Ratownictwa.

## Dla Straży Granicznej
5 października 1999 roku Morski Oddział Straży Granicznej zamówił w stoczni Damen Shipyards dwie jednostki na bazie projektu SAR-1500 do zadań kontrolnych i interwencyjnych na Bałtyku. Są one nieco lżejsze i mogą rozwijać większą prędkość 35 węzłów. Zostały także wkomponowane w ogólny system poszukiwawczo-ratowniczy. Uzbrojenie stanowi demontowany karabin maszynowy PK/PKM kalibru 7,62 mm na podstawie słupkowej. Załoga liczy cztery osoby. Budowę kadłubów stocznia podzleciła spółkom Alu International i Stoczni Wisła. 
Pierwsza weszła do służby 29 kwietnia 2000 roku pod nazwą „Strażnik 1” (SG-211) w skład Pomorskiego Dywizjonu Straży Granicznej w Kołobrzegu, a druga 9 lipca 2000 roku pod nazwą „Strażnik 2” (SG-212) w skład Kaszubskiego Dywizjonu Straży Granicznej w Gdańsku. Były one pierwszymi większymi nowo zbudowanymi jednostkami otrzymanymi przez Morski Oddział Straży Granicznej od czasu jego utworzenia.
| Nazwa      | Nr burtowy | Położenie stępki | Zakończenie budowy | Podniesienie bandery |
| ---------- | ---------- | ---------------- | ------------------ | -------------------- |
| Strażnik 1 | SG-211     | 07. 10. 1999     | 18. 04. 2000       | 29. 04. 2000         |
| Strażnik 2 | SG-212     | 05. 11. 1999     | 19. 06. 2000       | 09. 07. 2000         |